# Dunajská bánovina

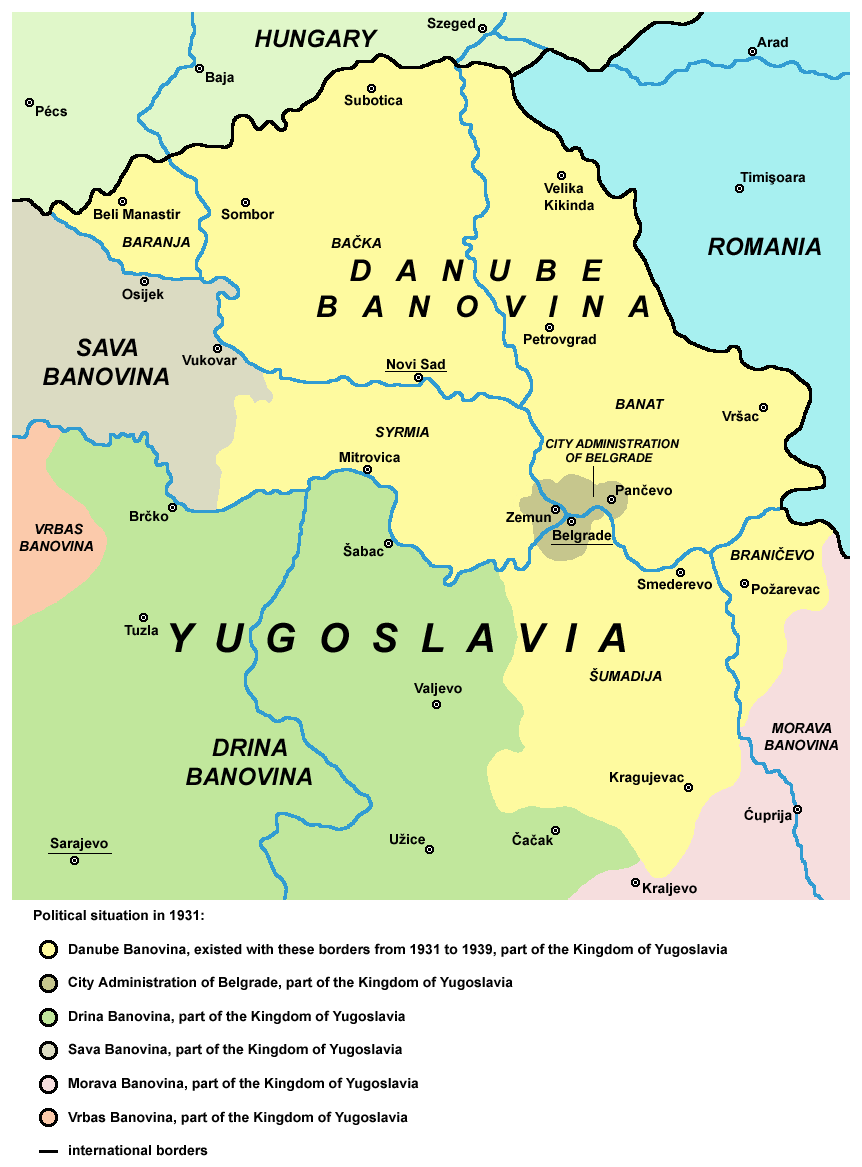
Dunajská bánovina na mapě Jugoslávie

Dunajská bánovina (srbsky Дунавска бановина/Dunavska banovina) byla administrativní jednotka Království Jugoslávie v letech 1929 – 1941. Jejím hlavním městem byl Novi Sad. Svůj název měla podle řeky Dunaje; její rozloha činila 28 160 km2 V roce 1931 zde žilo 2,3 milionu obyvatel, kteří byli různých národností (Srbové, Maďaři, Chorvati a další). Obyvatelstvo pravoslavné víry tvořilo 54, 9% populace, obyvatelstvo římskokatolické víry 35,3 % a obyvatelstvo protestantské víry 7,9 %.
Bánovina víceméně zahrnovala území dnešní autonomní oblasti Vojvodina a dále část centrálního Srbska jižně od Bělehradu (jugoslávská metropole byla nicméně z území bánoviny vyňata). Na západě hraničila Dunajská bánovina se sávskou a Drinskou bánovinou, na jihu s Moravskou bánovinou. Na jih se Dunajská bánovina táhla téměř až k městu Kraljevu a zahrnovala také i dnes chorvatský region Baranja. V roce 1931 došlo k drobným správním změnám, kdy města Sremska Mitrovica a Šid byly přičleněny z Drinské bánoviny pod bánovinu dunajskou. Šid byl roku 1939 předán zpět Chorvatsku (Chorvatské bánovině) spolu s městem Ilok, které je součástí Chorvatska dodnes.
Hranice regionu byly stanoveny takovým způsobem, aby národnostní menšiny (především Maďaři) nezískaly většinu, nebo rozhodující podíl na moci v bánovině. Pro tehdejší politickou reprezentaci se tak vytvoření dunajské bánoviny ukázalo být jako méně problémové a docházelo k menšímu množství konfliktů, než v případě jiných, obdobných celků na území tehdejší Jugoslávie.[zdroj?]
Administrativní sídlo této jednotky byl palác stejného názvu v Novém Sadě. Bánovina měla svůj vlastní sněm., v jejím čele stál jako představitel bán, kterého jmenoval král, resp. později regentská rada.
Přestože během druhé světové války byly bánoviny jako administrativní celky zrušeny a už nebyly obnoveny, název této jednotky zůstal paláci, který dnes slouží jako sídlo autonomní oblasti Vojvodina.

## Seznam představitelů Dunajské bánoviny
- David Daka Popović (1929–1930)
- Radoslav Dunjić (1930)
- Svetomir Matić (1930–1931)
- Milan Nikolić (1931–1933)
- Dobrica Matković (1933–1935)
- Milojko Vasović (1935)
- Svetislav Paunović (1935–1936)
- Svetislav Rajić (1936–1939)
- Jovan Radivojević (1939–1940)
- Branko Kijurina (1940–1941)
- Milorad Vlaškalin (1941)